# Kristian Jensen
Kristian Jensen é um político dinamarquês do partido Partido Liberal (Venstre).
Nasceu em 1971, em Middelfart, na Dinamarca.
É vice-presidente do Partido Liberal (Venstre), e foi líder parlamentar do partido até à sua nomeação como ministro do exterior. É deputado do Parlamento da Dinamarca - o Folketinget , desde 1998. É Ministro do Exterior do Governo Lars Løkke Rasmussen II, desde 2015.
Escreveu o livro Hurra for globaliseringen (literalmente em português: Viva a globalização), publicado em 2003.